# Helge Kragh
Helge Stjernholm Kragh (født 13. februar 1944 i København) er en dansk videnskabshistoriker. Han studerede fysik og matematik ved Københavns Universitet hvorfra han tog eksamen i 1970. Han besidder to doktorgrader, en filosofisk fra Aarhus Universitet og en doctor scientiarum fra Roskilde Universitet. Dr.scient. i 1980 på afhandlingen Historiske studier i den nyere atomteoris udvikling og dr.phil. 2007 på afhandlingen Entropy, Cosmos & Creation.
Som adjunkt ved Rysensteen Gymnasium udgav han i 1981 sammen med videnskabsteoretikeren Stig Andur Pedersen en udbredt lærebog i Naturvidenskabsteori (NNF, 1981, 19912). I årene 1997-2015 arbejdede han som professor i videnskabs- og teknologihistorie ved Aarhus Universitet, Center for Videnskabsstudier. Siden 2015 er han Professor emeritus ved Niels Bohr Institutet ved Københavns Universitet. Han har været associate professor ved Cornell University i USA og ordinær professor ved Universitetet i Oslo. Han er leder af Det kongelige danske Videnskabernes Selskab.
Kraghs forskningsinteresse omfatter fysikkens, kemiens og astronomiens historie. Hans hovedinteresse ligger især i feltet imellem antikkens atomteori til Albert Einstein og kvantemekanik. Han har publiceret kritiske bøger inden for kosmologi og moderne fysik, monografier om Einstein og Paul Dirac, med mere. Senest var han medudgiver på en håndbog om den moderne kosmologis historie (The Oxford Handbook of the History of Modern Cosmology, 2019).
Kragh formår at finde hovedlinjer og paradigmer i sin forskning, hvor han ser de eksakte videnskabers historie som et samspil mellem alle faktorer i de indgående tidsperioder.

### Udgivelser på dansk
- Tid. F & K, 1986.
- med Hans Jørgen Styhr Petersen: En nyttig videnskab: Episoder fra den tekniske kemis historie i Danmark, 1995.
- Videnskabens væsen. Fremad, 1999.
- Universet i perspektiv: kosmologi, filosofi og teologi. Fremad, 2001.
- hovedredaktør: Dansk Naturvidenskabs Historie, 1-4, 2005-06.

### Udgivelser på engelsk
- On science and underdevelopment. Roskilde Universitetsforlag, 1980.
- An introduction to the historiography of Science. Cambridge University Press, 1987.
- Dirac. A scientific biography. Cambridge University Press, 1990.
- Cosmology and Controversy. The historical development of two theories of the universe. Princeton University Press, 1996.
- Quantum Generations. A history of physics in the 20. Century. Princeton University Press, 1999.
- Matter and Spirit in the Universe. Scientific and religious preludes to modern cosmology. Imperial College Press, London 2004.
- Conceptions of Cosmos. From myth to the accelerating universe. Oxford University Press, 2007.
- The Moon that wasn’t. The saga of Venus’ spurious satellite. Birkhäuser, Basel 2008.
- Entropic Creation. Religious contexts of thermodynamics and cosmology. Ashgate, London 2008.
- Masters of the Universe. Conversations with cosmologists of the past. Oxford University Press, 2015.
- Higher speculations: grand theories and failed revolutions in physics and cosmology (2011). Oxford University Press, 2015.

### Som medudgiver
- med David Knight: The Making of the Chemist. The Social History of Chemistry in Europe, 1789-1914. Cambridge University Press, 1998.
- med Peter C. Kjargaard, Henry Nielsen og Kristian Hvidtfelt Nielsen: Science in Denmark. A thousand-year history. Aarhus University Press, 2009.
- med James M. Overduin: The weight of the vacuum – a scientific history of dark energy. Springer, Heidelberg 2014.
- med Malcolm Longair: The Oxford Handbook of the History of Modern Cosmology, 2019.